# Pales exitiosa
Pales exitiosa là một loài ruồi trong họ Tachinidae.